# Error sistemático
En estadística, un error sistemático es aquel que se produce de igual modo en todas las mediciones que se realizan de una magnitud. Puede estar originado en un defecto del instrumento, en una particularidad del operador o del proceso de medición, etc. Se contrapone al concepto de error aleatorio.
En investigación clínica, un error sistemático se comete por equivocaciones en el proceso de diagnóstico o en el proceso de selección de pacientes:
- Ámbito de selección (de dónde vienen los pacientes): sesgo de selección.
- Sesgo de diagnóstico
- Presencia de factores de confusión: sesgo de confusión.

Este error no tiende a cero al aumentar el tamaño de la muestra. Está implícito en el diseño del estudio, y resulta difícil de corregir en la fase analítica. Determina lo que se conoce como validez interna del estudio. Se puede prevenir su aparición a través de un buen diseño del estudio.